# Братята Гленрой: Комичен бокс
"Братята Гленрой: Комичен бокс" (на английски: Glenroy Brothers (Comic Boxing)) е американски късометражен документален ням филм от 1894 година, заснет от компанията Едисън Манюфакчъринг Къмпъни, собственост на Томас Едисън.

## Сюжет
Братята Гленрой представят пред камерата един от известните си номера- „Комичен поглед върху бокса: Скитника и атлета“. Един боксьор в класически стил се опитва да влезе в конфронтация с друг боксьор, който използва нетипични прийоми в схватката.